# Oscar Wiggli
Oscar Wiggli (né le 9 mars 1927 à Olten, mort le 26 janvier 2016 à Delémont) est un sculpteur et compositeur suisse.

## Biographie
Oscar Wiggli suit une formation de mécanicien de 1946 à 1949 et va de 1951 à 1953 l'Académie de la Grande Chaumière à Paris. À partir de 1956, il travaille dans des ateliers à Montrouge et à Muriaux. Il s'occupe de figures abstraites. Il crée des sculptures en fer, des dessins, des estampes et à partir des années 1960 des photographies expérimentales. À partir des années 1980, il s'occupe également de musique électroacoustique. En 1980, il fait partie du pavillon suisse à la 39e Biennale de Venise. En 2002, la Fondation Oscar et Janine Wiggli est créée. En 2009, il reçoit le Prix des arts, des lettres et des sciences du canton du Jura. Le documentaire du réalisateur Claude Stadelmann, Oscar Wiggli, sculpteur et compositeur (2013), décrit la créativité artistique et la personnalité de Wiggli. Sa sœur cadette Rosmarie (1932-2019) est aussi une artiste et mariée à Franz Eggenschwyler.